# Baccaurea airyshawii
Baccaurea airyshawii är en emblikaväxtart som beskrevs av Tapas Chakrabarty och Mohan Gangopadhyay. Baccaurea airyshawii ingår i släktet Baccaurea och familjen emblikaväxter. Inga underarter finns listade i Catalogue of Life.